# Nider Pariona
Nider Pariona (* 13. März 2004) ist ein peruanischer Leichtathlet, der sich auf den Langstreckenlauf spezialisiert hat.

## Sportliche Laufbahn
Erste Erfahrungen bei internationalen Meisterschaften sammelte Nider Pariona im Jahr 2021, als er bei den U18-Südamerikameisterschaften in Encarnación in 8:44,57 min die Bronzemedaille im 3000-Meter-Lauf gewann. 2023 gewann er bei den U20-Südamerikameisterschaften in Bogotá in 8:48,59 min die Bronzemedaille über 3000 Meter und belegte im 1500-Meter-Lauf in 4:06,85 min den fünften Platz. Anschließend gelangte er bei den U20-Panamerikameisterschaften in Mayagüez mit 4:00,87 min auf den 13. Platz über 5000 Meter. Im Jahr darauf belegte er bei den Ibero-Amerikanischen Meisterschaften in Cuiabá in 8:16,11 min den fünften Platz über 3000 Meter und gelangte im 5000-Meter-Lauf mit 14:38,65 min auf Rang sechs. 2025 gewann er bei den Südamerikameisterschaften in Mar del Plata in 28:49,48 min die Silbermedaille über 10.000 Meter hinter dem Chilenen Ignacio Velásquez.

## Persönliche Bestzeiten
- 3000 Meter: 8:16,11 min, 10. Mai 2024 in Cuiabá
- 5000 Meter: 14:04,77 min, 6. April 2024 in Lima
- 10.000 Meter: 28:49,48 min, 25. April 2025 in Mar del Plata